# Yacht (musikgruppe)
Yacht er en amerikansk dance-pop-band fra Portland, Oregon, der for nuværende er i Los Angeles, Californien. Kernegruppen består af Jona Bechtolt og Claire L. Evans, og når de turnere inkluderer det også Bobby Birdman.
Yacht har udgivet albums på States Rights Records, Marriage Records, DFA Records og Downtown Records.

## Medlemmer
- Jona Bechtolt – vokal, programmering, guitar, trommer, basguitar, percussion, klap, synthesizers, keyboard, klaver, effekter
- Claire L. Evans – vokal

Ved liveoptrædener er YACHT blev akkompagneret af følgende personer:
- Rob "Bobby Birdman" Kieswetter – vokal, basguitar, keyboard
- Jeffrey Brodsky – trommer, percussion (forlod bandet i 2015)
- Katy Davidson – guitar, keyboard, vokal (ikke længere med YACHT)

## Diskografi

### Studiealbums
- Super Warren MMIV (2004)
- Mega (2005)
- I Believe in You. Your Magic Is Real. (2007)
- See Mystery Lights (2009)
- Shangri-La (2011)
- I Thought the Future Would Be Cooler (2015)
- Chain Tripping (2019)
- Sub Versions (2021)

### Andre udgivelser
- Mike's Crest (2003) States Rights Records
- The Winter Is Coming Jam (2004) States Rights Records
- Radio Sessions (split CD with Lucky Dragons) (2004) Ultra Eczema
- We Float Around, Hang Out On Clouds (Black Label collaborative LP with Lucky Dragons)12" split (2005) Marriage Records
- Our Friends in Hell (August 2007) States Rights Records
- Instrumentals 2007 (December 2007) Marriage Records
- "Summer Song" 12" single (August 2008) DFA
- Don't Put Out [Digital 45] 7" single (cover versions of songs from Ladies and Gentlemen, the Fabulous Stains soundtrack) (June 2009) Marriage Records
- See Mystery Lights (Instrumentals) (July 2009) DFA
- Anthem of the Trinity (August 2009) States Rights Records
- "Psychic City" 7" single (August 2009) DFA - UK Sales No. 71[2]
- iTunes Session (February 2010) DFA
- "The Afterlife" 7" single (May 2010) DFA
- Utopia (Remixes) (July 2011) DFA
- "Dystopia (Remixes)" 12" single (October 2011) DFA
- Shangri-La (Instrumentals) (October 2011) DFA
- "I Walked Alone (Remixes)" 12" single (November 2011) DFA
- Shangri-La (Remixes) (February 2012) DFA
- Le Goudron (cover version of a Brigitte Fontaine song) (April 2012) DFA
- "Second Summer" (single) (December 2012) DFA
- "Plastic Soul" single (January 2014) DFA
- Where Does This Disco? (September 2014) Downtown Records
- Strawberry Moon EP (October 2017)